# Henry Luce

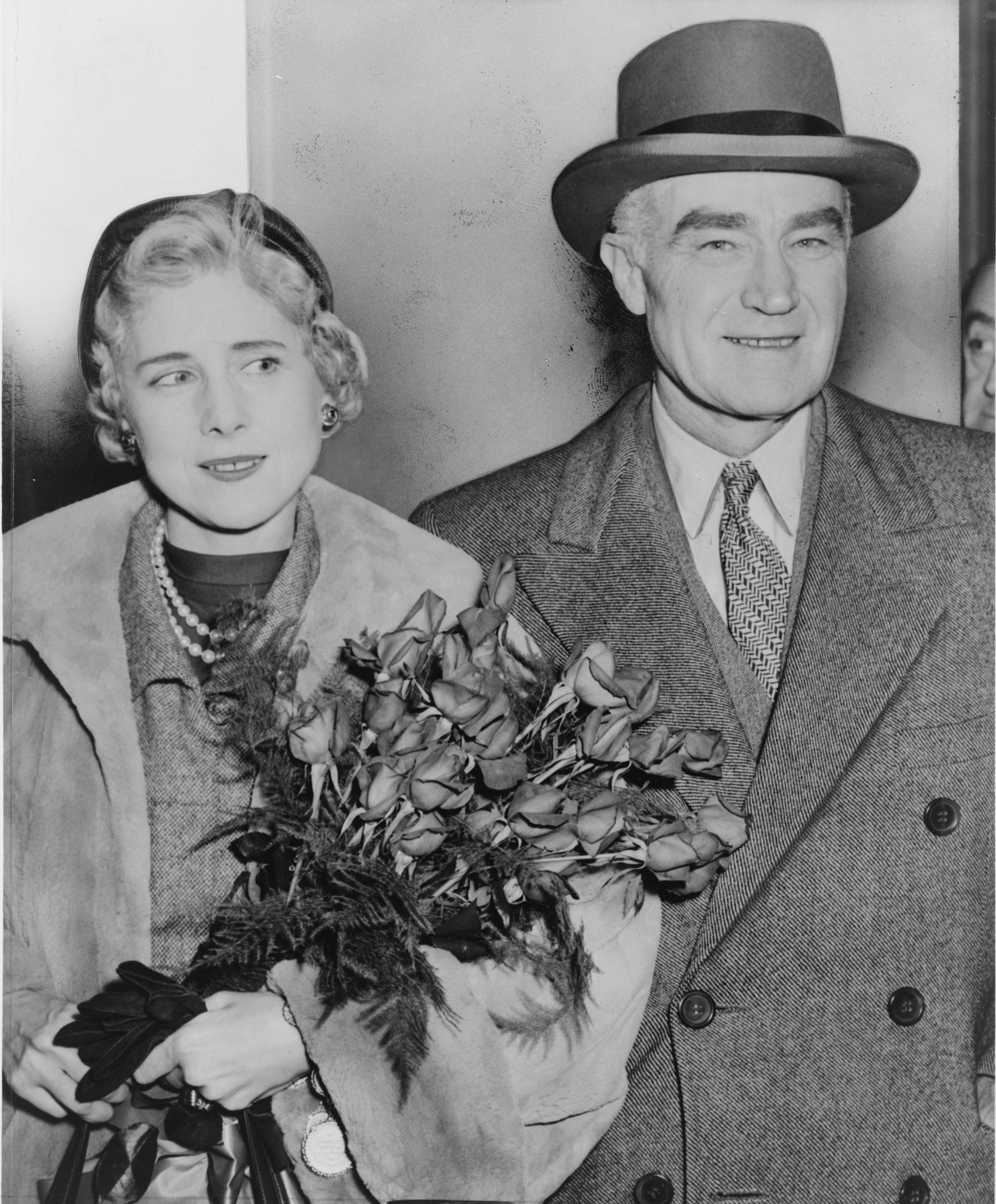
Luce mit seiner zweiten Frau Clare Boothe Brokaw (1954)

Henry Robinson Luce (* 3. April 1898 in Tengchow, China; † 28. Februar 1967 in Phoenix, Arizona) war ein einflussreicher US-amerikanischer Verleger, der die Zeitschriften TIME (1923), Fortune (1930) und Life (1936) gründete. Er prägte 1941 den Begriff Amerikanisches Jahrhundert.

## Leben
Luce wurde im chinesischen Tengchow als Sohn des presbyterianischen Missionars Henry Winters Luce geboren. Er wurde an diversen Internaten in China und England unterrichtet. Mit 15 kam er das erste Mal in die USA, um die Hotchkiss-Schule in Connecticut zu besuchen; 1920 promovierte er an der Yale University, wo er auch von der Studentenverbindung Skull & Bones affiliiert wurde.
Entscheidend für seine berufliche Laufbahn war wohl das Zusammentreffen mit Briton Hadden, dem Chefredakteur der Schulzeitung in Hotchkiss. Luce arbeitete dort als Assistant Managing Editor mit. Die zwei setzten ihre Arbeit in Yale fort; Hadden als Vorsitzender und Luce als Chefredakteur der Yale Daily News. Nach der Promotion in Yale verbrachte Luce ein Jahr damit, Geschichte in Oxford zu studieren. Nach seiner Rückkehr arbeitete er für die Chicago Daily News. 1921 schloss er sich Hadden bei den Baltimore News an. Beide gaben ihre Arbeit 1922 auf, um das TIME Magazine zu gründen.
Am 3. März 1923 kam die erste Ausgabe von TIME heraus, Luce war dabei der Business Manager und Hadden Chefredakteur. Nach Haddens Tod 1929 nahm Luce Haddens Stelle ein. Luce übernahm 1930 das Wirtschaftsmagazin Fortune und 1936 das bildhaftige Life Magazine. 
Während des Zweiten Weltkriegs gründete Luce 1942 die Hutchins-Kommission, als man glaubte, dass die Meinungs- und Pressefreiheit des Ersten Zusatzartikels zur Verfassung der Vereinigten Staaten durch den Aufstieg totalitärer Regime in der ganzen Welt zunehmend bedroht würden. Die Hutchins-Kommission stellte mit ihrem 1947 veröffentlichten Abschlussbericht A Free and Responsible Press (dt.: Eine freie und verantwortungsvolle Presse) erstmalig eine Verbindung zwischen Pressefreiheit und „sozialer Verantwortung“ her, indem sie die Verpflichtung formulierte, vertrauenswürdige und relevante Nachrichten und Informationen zur Verfügung zu stellen und verschiedenen Stimmen zu ermöglichen, in der Öffentlichkeit gehört zu werden.
1952 gab er House & Home und 1954 Sports Illustrated heraus. Auch produzierte er die Dokumentarserie The March of Time für Radio und Kino.
Luce, der bis 1964 Chefredakteur all seiner Zeitschriften blieb, war ein einflussreiches Mitglied der Republikaner. Mit seiner anti-kommunistischen Einstellung und seinem Interesse für sein Geburtsland war er eine wichtige Persönlichkeit in der sogenannten China Lobby und spielte eine große Rolle dabei, Amerikas Außenpolitik zu Gunsten des nationalistischen Führers Chiang Kai-shek auszurichten.
Er war in den 1920er- und 1930er-Jahren ein begeisterter Förderer des Faschismus. Das Time Magazine veröffentlichte fünf Titelgeschichten über Benito Mussolini. In einer Rede, die er am 19. April 1934 in Scranton vor dem Parlament von Pennsylvania hielt, sagte er: „Die moralische Kraft, die in völlig verschiedenen Formen bei verschiedenen Nationen auftritt, kann vielleicht die Inspiration für den nächsten "General March" der Geschichte sein.“
Trotz seiner konservativen Einstellung war Luce ein früher Anhänger der Gegenkultur und ein begeisterter Experimentierer mit LSD. Er nahm die Droge in den späten 1950er- und frühen 1960er-Jahren einige Male unter der Aufsicht von Dr. Sidney Cohen, der mit der Universität von Kalifornien und dem Veteranen-Krankenhaus in Los Angeles zusammenarbeitete. Cohen stellte die Droge auch der Frau von Luce vor. Clare Boothe Luce wurde als erste Grande Dame der amerikanischen Nachkriegspolitik angesehen.
Luce hatte aus erster Ehe zwei Kinder, Peter Paul und Henry Luce III. 1939 heiratete er seine zweite Frau Clare Boothe Brokaw.